# Macrogyrus venator
Macrogyrus venator là một loài bọ cánh cứng trong họ van Gyrinidae. Loài này được Boisduval miêu tả khoa học năm 1835.